# Edward William Bury
Edmund Bury (Kensington, 4 de noviembre de 1884-4 de diciembre de 1915) fue un atleta inglés que compitió en pruebas de raquetas por Gran Bretaña.
Bury obtuvo la medalla olímpica, conquistada en la edición británica, en los Juegos Olímpicos de Londres 1908. En esta ocasión, salió subcampeón de prueba de duplas junto con Cecil Browning, después de superar a sus compatriotas Evan Baille Noel y Henry Meredith Leaf, en la prueba ganada por la dupla formada por los también británicos John Jacob Astor (raquetas) y Vane Hungerford Pennell. Esa fue la primera y última edición de ambos deportes en los Juegos Olímpicos.